# Terezayi
Terezayi är ett distrikt i Afghanistan. Det ligger i provinsen Khost, i den östra delen av landet, 160 kilometer sydost om huvudstaden Kabul. Administrativ huvudort är Aliser.
Distriktet beräknades år 2022 ha cirka 52 000 invånare.